# Volcán Quetrupillan
Volcán Quetrupillan är en kon i Chile. Den ligger i den södra delen av landet, 700 km söder om huvudstaden Santiago de Chile. Toppen på Volcán Quetrupillan är 2 363 meter över havet.
Terrängen runt Volcán Quetrupillan är kuperad åt sydväst, men åt nordost är den bergig. Runt Volcán Quetrupillan är det mycket glesbefolkat, med 6 invånare per kvadratkilometer.. Det finns inga samhällen i närheten.
Trakten runt Volcán Quetrupillan är ofruktbar med lite eller ingen växtlighet.